# Campionato italiano di beach soccer 2017
La Serie Aon 2017 è stata la 14ª edizione della massima serie del campionato italiano di calcio da spiaggia, disputata tra il 30 giugno e il 6 agosto 2017 e conclusa con la vittoria della Sambenedettese, al suo secondo titolo, che nella finale di San Benedetto del Tronto ha battuto per 7-8 il Catania.
Capocannoniere del torneo è stato Emmanuele Zurlo (Catania) con 20 reti.

## Formula
L'edizione 2017 del campionato italiano di beach soccer è la 14ª organizzata dalla FIGC-Lega Nazionale Dilettanti.
La Serie A 2017 è composta da 18 squadre divise in due gironi (A e B). La strada per il titolo di Campione d'Italia è suddivisa in 5 tappe, due per ciascun girone ed una con entrambi i raggruppamenti del campionato.
Le prime quattro classificate di ogni girone si qualificano alla fase finale svoltasi a San Benedetto del Tronto dal 3 al 6 agosto.

## Squadre partecipanti

### Girone A[4]
- Brescia
- Lazio
- Livorno
- Nettuno
- Pisa
- Romagna
- Sambenedettese
- Vastese
- Viareggio

### Girone B[5]
- Atletico Licata
- Barletta
- Catania SSD
- Catania
- Ecosistem Catanzaro
- Ecosistem Lamezia
- Napoli
- Sicilia
- Terracina

## Girone A

### Classifica[6]
|  | Pos. | Squadra        | Pt | G | V | N | P | GF | GS | DR  |
|  | ---- | -------------- | -- | - | - | - | - | -- | -- | --- |
|  | 1.   | Viareggio      | 20 | 8 | 7 | 1 | 0 | 54 | 29 | +25 |
|  | 2.   | Pisa           | 17 | 8 | 5 | 2 | 1 | 41 | 26 | +15 |
|  | 3.   | Sambenedettese | 16 | 8 | 5 | 2 | 1 | 47 | 21 | +26 |
|  | 4.   | Livorno        | 10 | 8 | 4 | 1 | 3 | 38 | 30 | +8  |
|  | 5.   | Lazio BS       | 9  | 8 | 3 | 2 | 3 | 31 | 24 | +7  |
|  | 6.   | Nettuno        | 9  | 8 | 3 | 0 | 5 | 32 | 44 | -12 |
|  | 7.   | Brescia BS     | 9  | 8 | 3 | 0 | 5 | 30 | 47 | -17 |
|  | 8.   | Vastese BS     | 3  | 8 | 1 | 0 | 7 | 22 | 48 | -26 |
|  | 9.   | Romagna BS     | 3  | 8 | 1 | 0 | 7 | 19 | 45 | -25 |

## Girone B

### Classifica[7]
|  | Pos. | Squadra                     | Pt | G | V | N | P | GF | GS | DR  |
|  | ---- | --------------------------- | -- | - | - | - | - | -- | -- | --- |
|  | 1.   | Catania                     | 24 | 8 | 8 | 0 | 0 | 79 | 16 | +63 |
|  | 2.   | Canalicchio                 | 18 | 8 | 6 | 0 | 2 | 49 | 29 | +20 |
|  | 3.   | Napoli                      | 18 | 8 | 6 | 0 | 2 | 37 | 28 | +9  |
|  | 4.   | Terranova Terracina         | 15 | 8 | 5 | 0 | 3 | 39 | 27 | +12 |
|  | 5.   | Ecosistem Futura Energia CZ | 9  | 8 | 3 | 0 | 5 | 35 | 38 | -3  |
|  | 6.   | Lamezia Terme               | 9  | 8 | 3 | 0 | 5 | 27 | 31 | -4  |
|  | 7.   | Sicilia BS                  | 7  | 8 | 2 | 1 | 5 | 29 | 48 | -19 |
|  | 8.   | Barletta                    | 6  | 8 | 2 | 0 | 6 | 22 | 47 | -25 |
|  | 9.   | Atletico Licata             | 1  | 8 | 0 | 1 | 7 | 14 | 67 | -53 |

## Playoff

### Tabellone[8]
|  | Quarti di finale | Quarti di finale    | Quarti di finale |                      |   | Semifinali | Semifinali | Semifinali |  |  | Finale | Finale  | Finale |
|  |                  |                     |                  |                      |   |            |            |            |  |  |        |         |        |
|  | 1                | Canalicchio         | 1                |                      |   |            |            |            |  |  |        |         |        |
|  | 8                | Pisa                | 12               |                      |   |            |            |            |  |  |        |         |        |
|  | 8                | Pisa                | 12               |                      |   | Pisa       | 8          |            |  |  |        |         |        |
|  |                  |                     |                  |                      |   | Pisa       | 8          |            |  |  |        |         |        |
|  |                  |                     | Catania (dts)    | 10                   |   |            |            |            |  |  |        |         |        |
|  | 4                | Livorno             | Catania (dts)    | 10                   | 5 |            |            |            |  |  |        |         |        |
|  | 4                | Livorno             |                  |                      | 5 |            |            |            |  |  |        |         |        |
|  | 5                | Catania             | 11               |                      |   |            |            |            |  |  |        |         |        |
|  |                  |                     |                  |                      |   |            |            |            |  |  |        | Catania | 7      |
|  |                  |                     |                  | Sambenedettese (dts) | 8 |            |            |            |  |  |        |         |        |
|  | 3                | Viareggio           | 5                |                      |   |            |            |            |  |  |        |         |        |
|  | 6                | Terranova Terracina | 4                |                      |   |            |            |            |  |  |        |         |        |
|  | 6                | Terranova Terracina | 4                |                      |   | Viareggio  | 2          |            |  |  |        |         |        |
|  |                  |                     |                  |                      |   | Viareggio  | 2          |            |  |  |        |         |        |
|  |                  |                     | Sambenedettese   | 3                    |   |            |            |            |  |  |        |         |        |
|  | 2                | Sambenedettese      | Sambenedettese   | 3                    | 5 |            |            |            |  |  |        |         |        |
|  | 2                | Sambenedettese      |                  |                      | 5 |            |            |            |  |  |        |         |        |
|  | 7                | Napoli              | 3                |                      |   |            |            |            |  |  |        |         |        |

#### Finale 3º-4ºposto
| Squadra 1 | Risultato | Squadra 2 |
| --------- | --------- | --------- |
| Viareggio | 7-8       | Pisa      |

## Piazzamenti[9]

### Semifinali 5º-8º posto
| Squadra 1           | Risultato | Squadra 2 |
| ------------------- | --------- | --------- |
| Canalicchio         | 3-4       | Livorno   |
| Terranova Terracina | 4-6 (dts) | Napoli    |

### Finale 7º-8º posto
| Squadra 1           | Risultato     | Squadra 2   |
| ------------------- | ------------- | ----------- |
| Terranova Terracina | 2-2 (2-3 dcr) | Canalicchio |

### Finale 5º-6º posto
| Squadra 1 | Risultato | Squadra 2 |
| --------- | --------- | --------- |
| Napoli    | 5-6       | Livorno   |

## Classifica finale
| Posizione | Squadra        |
| --------- | -------------- |
|           | Sambenedettese |
| 2         | Catania        |
| 3         | Pisa           |
| 4         | Viareggio      |
| 5         | Livorno        |
| 6         | Napoli         |
| 7         | Canalicchio    |
| 8         | Terracina      |